# Anthopotamus distinctus
Anthopotamus distinctus är en dagsländeart som först beskrevs av Jay R. Traver 1935.  Anthopotamus distinctus ingår i släktet Anthopotamus och familjen Potamanthidae. Inga underarter finns listade i Catalogue of Life.